# Régénération génitale
La régénération génitale est un type émergent de traitement restauratoires d'anomalies génitales.
Encore du domaine de la recherche en laboratoire, elle vise à restaurer la forme et la fonction des organes génitaux masculins et féminins en tirant parti des réponses innées du corps. Pour cela, des médecins ont expérimenté la combinaison de  cellules souches et d'une matrice extracellulaire de manière à construire un cadre/support de régénération des structures manquantes.
Il n'existe pas encore de thérapie disponible pour les hommes qui tentent de régénérer cliniquement les structures du pénis humain. De même, pour les femmes, il n'existe encore pas de thérapies utilisant des cellules autologues pour régénérer le clitoris ou le gland du clitoris quand ils ont été retirés par excision dans le cadre de mutilation génitale féminine. Des progrès sont encore nécessaire dans la recherche  pour passer du stade de science et d'essais en laboratoire à des procédures chirurgicales de routine,.

## Cibles
Ce sont principalement les patients atteint par des malformations congénitales, par un cancer, par des blessures ou qui ont subi l'excision de tout ou partie de leurs organes génitaux (ex : blessures de guerre), ou des hommes cherchant à inverser les effets de la circoncision ou des femmes souhaitent inverser les effets de mutilation génitale féminine qu'elles sont subi.
Comme fréquemment dans la plupart des activités scientifiques, ces réalisations basées sur l'ingénierie tissulaire pourraient être appliquées à d'autres formes de régénération (et vice versa).

## Thérapies cellulaires autologues
Depuis le début du XXIe siècle, des progrès notables ont été faits en termes d'utilisation de matrices extracellulaires (ECM) et de cellules souches pour reconstruire les tissus perdus.
Ceux-ci couvrent une gamme de structures, y compris les organes génitaux.
Chez le lapin utilisé comme modèle animal, le professeur Atala et son groupe de l'Institut de médecine régénérative de l'Université de Wake Forest ont réussi à régénérer des pénis de lapin entièrement fonctionnels après excision des pénis pour le bien de l'expérience. Des cellules autologues ont été attachées à une matrice de collagène tridimensionnelle. Une fois formée, la structure a été attachée et testée pour sa fonctionnalité,.
En Italie, le Dr Cinzia Marchese a pu reconstruire avec succès la muqueuse interne de vagins congénitalement déformés en utilisant une enzyme pour décomposer la muqueuse anormale, puis en insérant des cellules souches pour remodeler les parois et restaurer la fonctionnalité normale.

## Prospective
On espère pouvoir dans le futur régénérer cliniquement les structures du pénis et du clitoris humains pour notamment réparer les séquelles de circoncisions ou de mutilation génitale féminine.

## Autres thérapies
Les thérapies suivantes ne doivent pas être confondues avec celles qui reposent sur des cellules autologues :
- Une technique de vibration, développée par Ellen L. Barnard et Myrtile Wilhite, qui prétend favoriser la régénération de la muqueuse vaginale ;[réf. nécessaire]

- une crème topique développée par Lyle Corporate Development, Inc., prétend encourager la régénération des tissus de la vulve qui ont subi une hypoxie cellulaire ;[réf. nécessaire]

- des  techniques rudimentaires d'incitation à la division cellulaire pour modifier la longueur du pénis et/ou du prépuce dite restauration du prépuce, qui ne sont pas une régénération à proprement parler, mais une élongation des tissus relictuels.

- techniques de reconstruction chirurgicales comme celles développées par le chirurgien français Pierre Foldès [6]. Aujourd'hui les plus utilisées dans le monde[7], elles fournissent aux femmes un clitoris doté d'une sensibilité, mais ces techniques ne relèvent pas de la médecine régénérative[8].

## Organisations
Parmi les organisations  effectuant des recherches dans ce domaine ou testant des procédures de régénération figurent :
- le Wake Forest Institute for Regenerative Medicine ;
- le United States Department of Defense[9] ;
- le California Institute for Regenerative Medicine ;
- le  groupe privé Foregen qui tente de financer la recherche sur la régénération des structures du prépuce[10].